# Фішерс-Лендінг (Нью-Йорк)
Фішерс-Лендінг (англ. Fishers Landing) — переписна місцевість (CDP) в США, в окрузі Джефферсон штату Нью-Йорк. Населення — 119 осіб (2020).

## Географія
Фішерс-Лендінг розташований за координатами 44°16′31″ пн. ш. 76°0′10″ зх. д. / 44.27528° пн. ш. 76.00278° зх. д. (44.275363, -76.002914).  За даними Бюро перепису населення США в 2010 році переписна місцевість мала площу 0,58 км², з яких 0,58 км² — суходіл та 0,00 км² — водойми.

## Демографія
Згідно з переписом 2010 року, у переписній місцевості мешкало 89 осіб у 41 домогосподарстві у складі 31 родини. Густота населення становила 153 особи/км².  Було 257 помешкань (443/км²).
Расовий склад населення:
| - 94,4 % — білих - 1,1 % — чорних або афроамериканців - 1,1 % — азіатів |

До двох чи більше рас належало 3,4 %. Частка іспаномовних становила 2,2 % від усіх жителів.
За віковим діапазоном населення розподілялося таким чином: 12,4 % — особи молодші 18 років, 57,3 % — особи у віці 18—64 років, 30,3 % — особи у віці 65 років та старші. Медіана віку мешканця становила 54,5 року. На 100 осіб жіночої статі у переписній місцевості припадало 102,3 чоловіків;  на 100 жінок у віці від 18 років та старших — 95,0 чоловіків також старших 18 років.
Цивільне працевлаштоване населення становило 6 осіб. Основні галузі зайнятості: виробництво — 100,0 %.